# 保定钟楼
保定钟楼，又名鸣霜楼，曾名宣德楼、干云楼，是中国河北省保定市的钟楼。保定钟楼或不晚于金朝修建并于明宣德年间（1426年-1435年）重建，或修建于明宣德年间。为重檐歇山布瓦顶的建筑，内悬挂金朝大定二十一年（1181年）所铸铁钟一口。钟楼建成后多次修缮，为第七批全国重点文物保护单位。

## 修建与保护

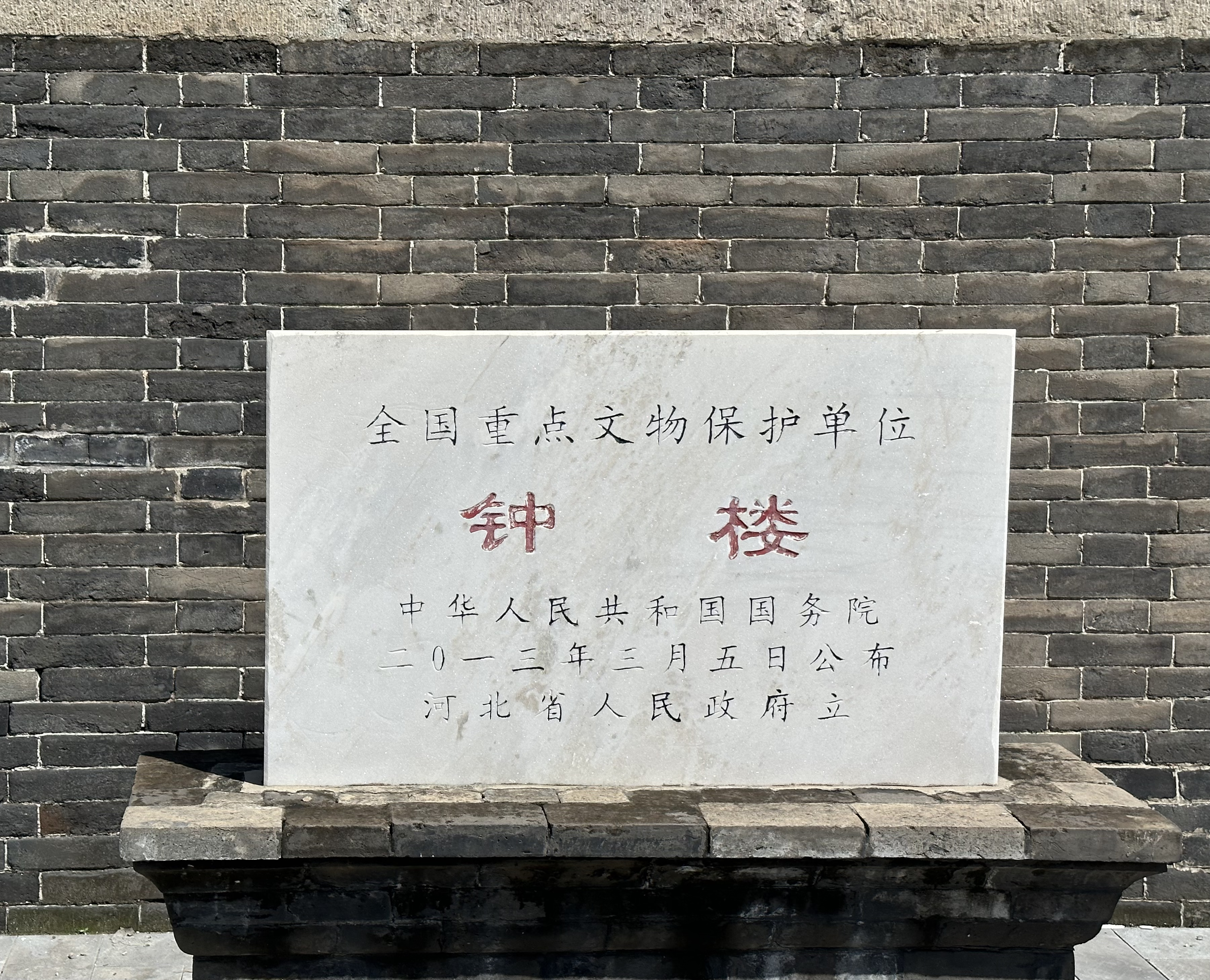
保定钟楼是全国重点文物保护单位

保定钟楼修建时间大致有两种说法，第一种为：钟楼为不晚于金朝，后于明宣德年间（1426年-1435年）重建。第二种为：金大定二十年（1180年）五月金中都发生地震，“生黑白毛”，当朝重臣视为不祥，故铸造钟祈福。保定钟楼的钟于次年（大定二十一年，1181年）铸成，最初安置于保州洪福寺。蒙金战争中，包括洪福寺在内的保州毁于一旦，钟遗落在废墟中。后虽保州得以重建，但钟未被重视。直到明宣德年间，保定府知府周鉴为钟建钟楼，因建于宣德年间，故此时钟楼名为宣德楼。明成化十七年（1481年），保定府知府章律修缮钟楼，为钟楼修台基、砌女儿墙、增建三层楼，故更名干云楼。清康熙四十三年（1703年），保定府知府罗纶组织重修钟楼，此后钟楼改名鸣霜楼。
中华人民共和国成立后，钟楼于1956年河北省人民委员会公布为第一批河北省文物保护单位。此后，在1970年、1982年、1990年代对保定钟楼进行修缮，其中1982年与1990年到1996年为落架维修。1982年，河北省人民政府调整和补充了河北省文物保护单位名单，重新公布了河北省文物保护单位，名单中保定钟楼以“钟楼”之名位列其中。2013年，中华人民共和国国务院公布第七批全国重点文物保护单位，其中包括保定钟楼。

## 形制

### 钟楼建筑
保定钟楼为坐北朝南的重檐歇山顶，铺布瓦的建筑。钟楼屋檐出檐平缓，角檐起翘。下层屋檐施三踩单昂斗拱，上层屋檐施单昂单翘五踩斗拱。檐枋绘有明代彩画。钟楼位于砖砌台基之上，台基高2米有余，台基四面围有女儿墙。建筑清水砌墙，明间南北开门。钟楼四面有12根八边形石制廊柱，墙内有12根檐柱，室内施2根金柱。双层的钟楼下层为单一大间，面阔三间，进深三楹；上层为面阔三小间，进深二小间，上层梁架六椽三柱，普柏枋的剖面与下侧额枋的剖面组成“T”字型。两根枋纵置于六椽合金檀下，用于悬挂钟。楼东侧存木梯。

### 钟
保定钟楼所悬挂的钟为铁制，高2.55米，口径2米。钟体有三层钟带，每层都铸有佛像，上层和中层铸有文字，其中上层八面铸有“皇帝万岁重臣千秋”八个篆体字；中层有七行楷体字，包括“武略将军观察南宫大达”“定远大将军同知完颜豪”“镇国将军顺天节度使”“驸马都尉唐括贡”“吴国公……”“大定二十一岁次辛丑辰时”“丙子日戊子时钟成”。